# 同州街道
同州街道是中华人民共和国四川省巴中市平昌县下辖的一个街道办事处。

## 行政区划
同州街道下辖以下村级行政区划单位：
新华街社区、政法街社区、新平街社区、建设街社区、人民街社区、文化街社区、小桥街社区、永福社区、华严社区、汉王庙社区、唐家碥社区、廖家咀社区、五一社区、竹园社区、黄滩坝社区、金宝社区、信义社区、龙王庙社区、双星社区、龙潭社区、风滩社区、福星社区、太平社区、土桥社区、蜈蚣社区、佛头社区、友谊社区、光辉社区、梅垭社区、星光社区、雪花坪社区、凌云社区。